# Данубиана
„Данубиана“ или Музей на изкуството „Данубиана Мьоленстеен“ (на словашки: Danubiana, Danubiana Meulensteen Art Museum) е музей за съвременно изкуство в Братислава, столицата на Словакия.
Разположен е на полуостров в река Дунав на около 15 км южно от центъра на града, в отдалечения му район Чуново. Музеят отваря врати през септември 2000 година, разширен е през 2014 година. Музеят включва прилежащ скулптурен парк. Представя временни експозиции с продължителност 3 – 4 месеца.

## История
Проектът „Данубиана“ започва началото си от 1990 година, когато Винсент Полякович от словашкия град Попрад заедно със свои приятели прави едномесечно пътешествие по стъпките на Винсент Ван Гог. След завръщането си, на 9 септември 1993 година, Полакович открива първата частна галерия в Словакия под името „Жълт дом на Винсент Ван Гог“ (Žltý dom Vincenta van Gogha). Освен копия на произведения на самия ван Гог, създадени от словашки реставратори, „Жълтият дом“ редовно излага творби на съвременни, основно словашки, художници в рамките на индивидуални и общи художествени изложби. През 1994 година Полякович се запознава с нидерландския колекционер и меценат Жерар Мьоленстеен от Айндховен, който помага за реализацията на проекта в трудните икономически условия в Словакия в първата половина на 1990-те години.
След серия срещи и обсъждания, проведени в периода 1995 – 1999 година, Мьоленстеен и Полякович решават да създадат в Братислава музей на съвременното изкуство с идеята музеят да дава съвременно експозиционно пространство на чуждестранни художници и скулптори. През 1999 година те пристъпват към реализацията на проекта: строителството на музея започва на юг от Братислава, на полуострова на Чуновския канал на Дунав.
През 2008 година основателите на музея започват да развиват идеята за разширяване на музейното пространство: в новите зали може да се експонира постоянната колекция, събрана към този момент. През 2011 година Мьоленстеен подарява музея на държавата, а словашкото правителство създава на свое подчинение специална нетърговска организация, която го управлява. Разширеният музей е повторно открит за широката публика от министъра на културата Марек Магарич на 9 септември 2014 година. До повторното му откриване музеят е организирал над 50 изложби, посетени от 120 000 души.